# Tag: The Power of Paint
Tag: The Power of Paint est un jeu vidéo de réflexion et de tir à la première personne gratuit. Il est développé en 2009 pour Windows par Tag Team, un groupe d'étudiants de la DigiPen Institute of Technology. La mécanique de base du jeu consiste à utiliser de la peinture spéciale pulvérisée par le fusil à peinture du joueur afin de conférer des propriétés physiques aux surfaces autour de lui, qui à leur tour, influent sur les mouvements du joueur. Le jeu remporte le prix des étudiants au festival du jeu vidéo indépendant l'année de sa sortie. L'équipe du projet est ensuite embauchée par Valve Corporation pour utiliser les concepts de Tag comme nouveaux éléments de leur jeu Portal 2.